# Totoy Zamudio
José Manuel Zamudio, més conegut com a Totoy Zamudio   (Santiago de Xile, 1972), és un artista visual xilè. És considerat un dels artistes més destacats del país al segle xxi.

## Formació
En la infantesa i l'adolescència, volia acabar dedicant-se a la medicina, arran d'haver passat per una operació en què gairebé va perdre la cama. Tanmateix, no va aconseguir la nota que necessitava per a entrar a estudiar-ne i es va decantar per Enginyeria en Aqüicultura.
Durant l'etapa universitària, va descobrir la seva passió per la pintura gràcies a un amic, i en el cinquè any de carrera va decidir canviar de grau. Així doncs, uns anys després es llicenciaria en Arts Plàstiques amb menció en pintura per la Universitat Finis Terrae de Santiago de Xile. Més tard, va obtenir un màster en animació digital per la Universitat Pompeu Fabra, a Barcelona.

## Carrera
El 1998, va començar l'activitat professional com a artista. D'aleshores ençà, ha treballat per a clients com ara el centre comercial Apumanque de Las Condes, l'empresa Canada Dry i l'hotel Vik Chile de San Vicente de Tagua Tagua (regió d'O'Higgins). Fa intervencions artístiques i murals. També ha fet de professor d'arts plàstiques en diferents institucions acadèmiques.
Al llarg dels anys, també ha participat en diverses exposicions d'art, tant a Xile com a Europa. Al seu país, n'ha presentat en llocs com la galeria Patricia Ready-Isabel Aninat (Vitacura), la Galeria d'Art de la Universitat Autònoma de Xile (Talca), la Sala El Farol de la Universitat de Valparaíso (Valparaíso) i el Museu del Palau Vergara (Viña del Mar). A més, ha treballat la pintura en nombrosos tallers amb nens que tenen síndrome de Down, càncer i epidermòlisi ampul·lar, entre d'altres.
Per la seva carrera com a artista, ha rebut distincions tant a escala nacional com internacional.

## Estil
A través de la llibertat creativa i poques restriccions estilístiques, l'artista prova de generar un imaginari i un estil propis. Les seves obres es caracteritzen per una àmplia gamma de colors i per la presència d'uns ninots a mig camí entre l'art figuratiu i l'abstracte. La seva producció se sol catalogar en l'expressionisme abstracte o l'Art Brut.
Alguns dels autors que cita com a influències són el xilè Roberto Matta i l'espanyol Pablo Picasso.

## Vida personal
Té tres fills. Viu amb la família a Santiago de Xile, la seva ciutat natal.
Durant la pandèmia de la COVID-19, es va sotmetre al una cirurgia bariàtrica perquè patia sobrepès i altres problemes de salut derivats de la síndrome d'Ehlers-Danlos tipus III.